# HD 172875
HD 172875，又名CD-3612946，SAO 210507、HR 7026，是一颗恒星，视星等为6.32，位于銀經358.77，銀緯-14.47，其B1900.0坐标为赤經18h 37m 22s，赤緯-36° -14.47′ 56″。